# Denovali Records
Denovali Records es un sello discográfico independiente fundado en el año 2005. El catálogo de Denovali abarca desde Ambient, electrónica, experimental, drone, jazz, música clásica contemporánea, arte sonoro y subgéneros del heavy metal. Since 2007 Denovali curates and organizes international music festivals. A la par del inicio de las actividades de la empresa como sello discográfico en 2005, Denovali inauguró una tienda en línea donde también oferta material de otros sellos discográficos.

## Artistas firmados

### Actuales
- Ah! Kosmos
- Bersarin Quartett
- Birds of Passage
- Blackfilm
- Blueneck
- Celeste
- Contemporary Noise Sextet
- Dictaphone
- Elektro Guzzi
- Ensemble Economique
- Field Rotation
- Floex
- Franz Kirmann
- Fogh Depot
- Greg Haines
- Hidden Orchestra
- John Lemke
- Kuba Kapsa
- Les Fragments De La Nuit
- Mario Diaz De Leon
- Matthew Collings
- Michael Vallera
- Moon Zero
- Multicast Dynamics
- Nadia Struiwigh
- Never Sol
- Oneirogen
- Origamibiro
- Orson Hentschel
- Paco Sala
- Pan & Me
- Philipp Rumsch
- Piano Interrupted
- Petrels
- Prairie
- Ricardo Donoso
- Robin Schlochtermeier
- Saffronkeira
- Sankt Otten
- Second Moon Of Winter
- Selaxon Lutberg
- Subheim
- Talvihorros
- Terminal Sound System
- The Alvaret Ensemble
- The Dale Cooper Quartet
- The Eye Of Time
- The Kilimanjaro Darkjazz Ensemble
- The Mount Fuji Doomjazz Corporation
- The Pirate Ship Quintet
- The Samuel Jackson Five
- Thomas Köner
- Waelder

### Anteriores
- A Dead Forest Index
- Black Shape of Nexus
- Coffin Dancer
- Fall of Efrafa
- Fragment.
- Kodiak
- Lento
- Nadja
- Mouse on the Keys
- Omega Massif
- Switchblade